# Почётное захоронение на Центральном кладбище в Брно
Почётное захоронение на Центральном кладбище в Брно (чеш. Čestné pohřebiště na Ústředním hřbitově v Brně) — мемориальный комплекс над братскими могилами времён Второй мировой войны, возведённый в 1945—1946 годах. Он расположен на улице Йиглавска в округе Штиржице района Брно-стршед. Комплекс был реконструирован в 1979—1980 годах. Охраняется как памятник культуры с 1958 года и как национальный памятник культуры с 1989 года.
В братских могилах комплекса покоится прах жертв концлагерей, военнослужащих союзных румынских войск, участников движения сопротивления Второй мировой войны и советских солдат и офицеров.
В центре мемориального комплекса возведена колонна со статуей неизвестного солдата, возле которой находятся братские могилы. За колонной находится колумбарий с урнами с прахом советских офицеров. По сторонам от колонны, ближе к главному входу, напротив друг друга, расположены два монумента из необработанного бетона с рельефными декорациями работы Милоша Аксмана. У главного входа стоит наклонный бетонный пилон высотой 39 метров. В ходе реконструкции 1979—1980 годов по проекту архитектора Зденека Денка на мемориале разместили тяжёлую военную технику и танки, но в конце 1991 года их убрали.
Ежегодно, 26 апреля (в годовщину освобождения Брно) и в первые дни мая, здесь проходят памятные акции.